# Freule
Freule is een aanspreekvorm voor ongetrouwde vrouwelijke edelen. Het is noch een adellijke titel, noch een adellijk predicaat. De mannelijke tegenhanger van freule is jonker. 
Een bekende Nederlandse freule is jonkvrouw Christine Wttewaall van Stoetwegen, beter bekend als De Rode Freule vanwege haar linkse gedachtegoed. Ze was Tweede Kamerlid voor de Christelijk-Historische Unie (CHU), die in 1980 opging in het CDA.